# Xã Liberty, Quận Mercer, Ohio
Xã Liberty (tiếng Anh: Liberty Township) là một xã thuộc quận Mercer, tiểu bang Ohio, Hoa Kỳ. Năm 2010, dân số của xã này là 918 người.